# Belahy Bezabh
Belahy Tilahun Bezabh (7 de janeiro de 1995) é um maratonista e fundista etíope.
Venceu a Corrida Internacional de São Silvestre em 2018 e 2021.